# Keb' Mo'
Keb' Mo' (* jako Kevin Moore, 3. října 1951) je americký bluesový zpěvák a kytarista. V 70. letech se podílel na sólových albech houslisty skupiny Jefferson Airplane Papa John Creache, jednalo se o alba: Filthy!, Playing My Fiddle for You, I'm the Fiddle Man a Rock Father. Moorovi bylo v době prvního nahrávání pouhých 21 let.
Současně Moore také hrál v bluesové kapele Whodunit Band. Často měl také možnost jamovat s bluesovými veličinami jakými byli například Albert Collins nebo Big Joe Turner. Moore se tu postupně profiloval jako strážce bluesové tradice, kterému ovšem nechybí originalita. V roce 1980 vydal svou první sólovou desku Rainmaker, která ale vyšla ještě pod jménem Kevin Moore.
Další album přišlo až po dlouhých 14 letech. Dostalo název Keb' Mo' a Moore taky začal pod touto přezdívkou vystupovat. Na albu jsou dvě coververze skladeb bluesové legendy Roberta Johnsona, o kterém Moore mluví jako o svém velkém hudebním vzoru.
Druhé album pod jménem Keb' Mo' vyšlo v roce 1996 a dostalo název Just Like You. Jako hosty si Moore pozval Jacksona Browna a Bonnie Raitt. Deska získala cenu Grammy v kategorii současné blues. Třetí album Slow Down, které vyšlo v roce 1998, obsahuje dvanáct skladeb. Opět bylo oceněnou cenou Grammy. Úvodní píseň „Muddy Watter“ je pocta další bluesové ikoně — Muddy Watersovi. Na této desce je také skladba „Rainmaker“, která vyšla na Moorově první desce. Skladba byla znovu nahrána, obsahuje drobné hudební změny, text ale zůstal nezměněn. Třetí sošku Grammy dostal Moore za album Keep It Simple. Zatím poslední album Reflection je z roku 2011.